# Параскева Дивеевская
Параскева Дивеевская (прославлена под этим именем Русской православной церковью), или Паша Саровская (имя, часто встречающееся в мемуарной литературе и публицистике; в отдельных источниках Паша именуется Прасковьей; настоящее имя — Ирина Ивановна, фамилия в источниках не упоминается, в постриге Параскева; между 1795 и 1807 годами, село Никольское, Спасский уезд, Тамбовская губерния, Российская империя — 22 сентября [5] октября 1915, Дивеево, Российская империя) — российская юродивая и странница, получившая широкую известность на рубеже XIX—XX веков. Встречалась с императором Николаем II. Сохранились легенды о том, что она предрекла ему отречение от престола, трагическую гибель и канонизацию. Документально подтверждены встречи Паши Саровской с императрицами Александрой Фёдоровной и Марией Фёдоровной, а также с великим князем Сергеем Александровичем. Имеются неподтвержденные сообщения о попытке вступить в общение с блаженной со стороны Григория Распутина и Анны Вырубовой.
Параскева Дивеевская канонизирована и почитается как блаженная Русской православной церковью. В Дивеевском монастыре, где она провела заключительную часть своей долгой жизни, окружены почитанием её мощи, находящиеся в настоящее время в Казанской церкви. В домике у входа в монастырь, где проживала блаженная, находится экспозиция, посвящённая истории монастыря. Одна из комнат отдана под мемориал Паши Саровской. Здесь реконструирован на время её жизни интерьер и хранятся подлинные вещи, принадлежавшие блаженной.
Колоритная личность Паши Саровской вызвала интерес большого числа современников, оставивших о ней свои воспоминания. В конце XX и начале XXI века блаженная вновь привлекала серьёзное внимание, как верующих, так и деятелей науки и искусства. Среди них доктора исторических наук Сергей Фирсов, Александр Боханов, Дамаскин (Орловский), доктора филологических наук Илона Мотеюнайте и Елена Грудева, писатель и философ Евгений Шифферс.

## Биография

### Детство, юность, зрелость
Ирина родилась между 1795 и 1807 годами в селе Никольском Спасского уезда Тамбовской губернии. Известно, что её родителей звали Иван и Дарья. Они имели трёх сыновей и двух дочерей, включая Ирину.
Ирина была крепостной крестьянкой у помещиков Булыгиных. В семнадцать лет её против воли выдали замуж за соседа — крестьянина Фёдора. В браке Ирина была примерной женой: «кроткий нрав, услужливость, почтительность и трудолюбие». Много времени Ирина посвящала молитве. Детей у супругов не было. Муж Ирины был религиозен, их семейная жизнь проходила в согласии. Спустя пятнадцать лет Булыгины продали Ирину с мужем соседям — помещикам Шмидтам. Шмидтам, немцам по происхождению, принадлежало село Суркот, где и поселились их новые крепостные. Муж Ирины через пять лет после этого скончался от чахотки. Когда позже Пашу Саровскую спрашивали, каким был её муж, то она отвечала: «а такой же глупенький, как и я».
Шмидты попытались выдать Ирину замуж повторно, но она отказалась. Известно, что с этого времени она стала дворовой: хозяева поручили ей наблюдать за домом (по данным её биографа Леонида Чичагова, она стала кухаркой и экономкой в доме хозяев). Когда пропали два господских холста, то прислуга, побаивавшаяся честности Ирины, стала утверждать, что кража была совершена Ириной. По просьбе господ становой пристав отдал приказ избить Ирину, в ходе истязания у неё были порваны уши и пробита голова. Позвали гадалку, которая сообщила, что холсты действительно украла некая Ирина, но другая. Похитительница утопила холсты в реке, где их и обнаружили впоследствии.
Ирина бежала от хозяев в Киев в монастырь, но была обнаружена полицией. Её схватили и посадили в тюрьму, а затем было решено отправить беглянку по этапу на родину. Хозяева, желая исправить причинённую жестокость, простили Ирине побег и сделали беглянку огородницей. Два года Ирина трудилась у хозяев, но затем вторично бежала от своих господ. Снова полиция обнаружила Ирину в Киеве. На этот раз господа её «разутую, полураздетую, без куска хлеба… выгнали на улицу и запретили показываться на глаза». Пять лет она «странствовала» по селу, воспринимаемая окружающими как сумасшедшая. Где она позже странствовала до переселения в Саровский лес неизвестно. Как автор первого полного жизнеописания блаженной, так и Леонид Чичагов допускали, что она могла продолжать жить и в собственной деревне. Несомненным этот автор полного жизнеописания считал, что в Киеве Ирина приняла тайный постриг с именем Параскевы и стала называть себя Пашей. Время этого события он не указывал. Леонид Чичагов же считал, что киевские монахи не только совершили постриг, но и благословили Ирину на подвиг юродства. Автор книги о Паше, вышедшей в издательстве Холмушиных, относил постриг к посещению Ириной Киева после изгнания от Шмидтов. Другой версии придерживался игумен Серафим (Кузнецов), лично знавший блаженную, — по его мнению, это событие произошло после второго бегства от Шмидтов. Автор книги о Паше, вышедшей в издательстве Максимова, в отличие от них, относит принятие пострига Параскевой ко времени сразу после смерти её мужа, когда она, по мнению автора, посетила Киево-Печерскую лавру.
По свидетельству монахинь Дивеевского монастыря, сохранённому авторами двух дореволюционных жизнеописаний Паши Саровской, на скитальческую жизнь в дремучих лесах, её благословил сам Серафим Саровский. Историк и краевед, лауреат премии Нижнего Новгорода Ольга Букова, проанализировав как «Летопись» Леонида Чичагова, так и его записки о мотивах её сочинения, пришла к выводу, что Паша Саровская и Серафим Саровский никогда не встречались. Точка зрения исследовательницы вызвала бурю возмущения читателей журнала «Благодатный огонь», где была опубликована статья Буковой. Редакция журнала поддержала исследовательницу.
В Саровском лесу Параскева находилась около 30 лет. Она жила в «пещерах», которые собственноручно себе «вырыла». Иногда она заходила в Саров и Дивеево, её часто видели на саровской монастырской мельнице, куда она приходила работать. Параскева безропотно переносила лишения. Местные крестьяне и странники, приходившие в Саров, окружили подвижницу почитанием, они приносили ей пищу и деньги, а она тотчас же раздавала их неимущим. Однажды разбойники потребовали у Параскевы деньги, которых у неё не оказалось, и поэтому они избили её. Год после этого она находилась между жизнью и смертью, но сумела оправиться. После этого её мучила головная боль (тяжёлую травму головы, полученную Пашей от разбойников, упоминал Леонид Чичагов) и образовавшаяся опухоль под ложечкой.

### Параскева в Дивеевском монастыре
Параскева появилась в Свято-Троицком Серафимо-Дивеевском монастыре осенью 1884 года. Считается, что именно тогда у неё обнаружился дар прозорливости. Подойдя к воротам монастыря, Паша ударила по столбу и сказала: «Вот как сокрушу этот столб, так и начнут умирать, успевай только могилы копать». После этого умерли инокиня Пелагия Ивановна, монастырский священник, несколько монахинь. Местные жители восприняли слова юродивой как осуществившееся предсказание.
Автор первого полного жизнеописания блаженной отмечал, что у Паши было «стремление постоянно переходить с места на место». Долгое время она отказывалась поселиться в монастыре, объясняя это так: «Нет, никак нельзя мне, уж путь такой, я должна всегда переходить с места на место!». Даже будучи уже старой, она переселялась «из одной кельи в другую, из обители в монастырские хутора, „на дальние послушания“, в Саров, на прежние свои излюбленные места». Во время странствований Паша держала в руке простую палочку, «которую называет тросточкой, узелок с разными вещами, серп на плече и несколько кукол за пазухой. Этот вид блаженной Паши, с вьющимися седыми кудрями и чудными голубыми глазами, в её преклонные годы ныне невольно приковывает внимание каждого человека». Тросточкой она иногда избивала встречавшихся ей людей, изобличая в них обманщиков или воров. В узелке в беспорядке лежали корки, лущёный горох, огурцы, трава, детские вязаные рукавички, «в первом пальце которых завязаны деньги», тряпочки, деревянные крестики, большое количество платков.
Леонид Чичагов связывал постоянное поселение Паши Саровской в Дивеевском монастыре со смертью другой блаженной Пелагии Ивановны. До этого, по его словам, опирающимся на свидетельство монахини Анны Герасимовны, которая хорошо знала обеих юродивых, Паша лишь заезжала в Дивеевский монастырь, оставаясь здесь лишь на некоторое время. На время Паша поселилась в клиросном корпусе, но через неделю стала жаловаться на холод у двери, где ей приходилось спать.

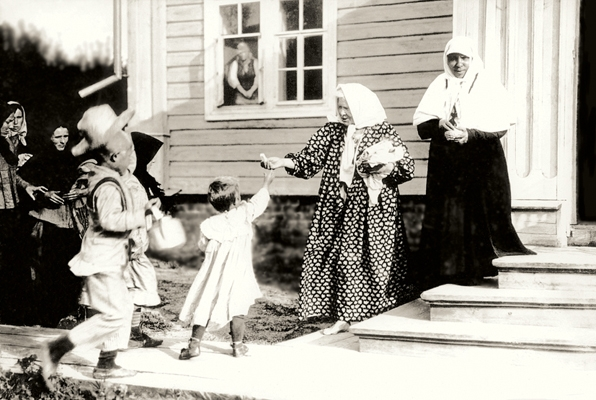
Параскева Дивеевская на крыльце

Блаженная несколько раз меняла своё жилище, пока наконец не остановилась на доме, расположенном у монастырских ворот. В этом отдельном доме-келье Параскева и поселилась в Дивеево. Она проживала здесь длительное время вместе с монахиней Анной Ивановной, заведовавшей монастырской лавочкой. По описанию одного из современников, в доме стояла большая деревянная кровать с большими подушками, на которой лежали куклы. «Она с нежностью ухаживает за ними, кормит, моет, обшивает и наряжает их. Есть кукла, у которой от частого мытья отлетела вся голова», — писал он. Считалось, что, когда приходит время чьей-то смерти в монастыре, Параскева вынимает свою любимую куклу и начинает обряжать её как покойницу. Леонид Чичагов добавлял, что среди кукол блаженной были не только любимые (их Паша окружала заботой и играла с ними), но и нелюбимые. Часть своих предсказаний она демонстрировала посетителям именно с помощью кукол. Кукла была и самым ценным подарком для Паши Саровской. По свидетельству Чичагова, в келье стояли постель, комодик, стол и сундук. Монахини развесили в помещениях иконы, лампаду, подарили ей подушку, одеяло, самовар, чай, сахар, чашку и всё, что было необходимо для жизни.
Всю ночь Паша Саровская стояла на молитве и только под утро на время ложилась спать, но «чуть забрезжит свет, как она уже встала и начала свою молитву». Молитву Паша соединяла «со всеми трудами своими, особенно со жнитвом травы, так что пожать травы за кого-нибудь на её иносказательном языке значит пойти помолиться за кого-нибудь». Было замечено, что, если Паша «сожнёт и подаст посетителю лопух или какую-нибудь сорную траву, это предвещает близкое несчастье для гостя». Когда Паша оставалась в келье, то вязала чулки или пряла пряжу с внутренней Иисусовой молитвой. Поэтому Пашина пряжа высоко ценилась в монастыре — из неё делали пояски и чётки. Серафима (Булгакова) сообщала, что когда Паша подарила будущему архиепископу Воронежскому Петру вытканный собственноручно холст, то он сделал из него архиерейское облачение и не расставался с ним до самой смерти. Также Параскева пекла булки и пироги, которые обычно посылала в подарок игуменье.
Если одна из монахинь пропускала молебен, то Паша поднимала крик, «а иногда и поучит провинившуюся своей палочкой». От молодых монахинь она добивалась непрерывной работы, не переносила, когда они проводили время за праздной беседой. Также Паша не переносила нечистоплотность. Она кричала: «Это что такое, лентяйки, живо возьмите тряпку, да сотрите пыль!». Часто она посещала тех из монахинь, которые жили в миру.
В старости Параскева редко ходила в церковь. Каждый раз за день перед этим совершала омовение. Во время богослужения обычно занимала место у входа или даже на крыльце. Иногда всю службу она выстаивала на коленях. Причастие принимала редко, часто молитвы произносила в поле, горнице или на улице, упав перед этим на колени. Чичагов считал причиной этого желание молиться по зову сердца, а не в соответствии с правилами. Богородицу Паша часто называла «Маменькой за стёклышком» (у игумена Серафима — просто «Маменькой»).
Хотя блаженная знала несколько молитв наизусть, тем не менее предпочитала молиться собственными словами. Перед каждым делом она испрашивала Божие благословение. Особую любовь отмечал современник у Паши к иконам: она зажигала перед ними лампады, украшала их цветами, клала пред ними любимые вещи и целовала их. Летом, ранней весною и даже поздней осенью Паша Саровская уходила из обители в поле или рощу, где проводила несколько дней «в посте, молитве и телесных трудах». По свидетельствам очевидцев, Паша во время молитвы могла приподниматься над землёй.
Одних из своих посетителей Паша принимала ласково, усаживала за стол, угощала чаем, некоторым кланялась в ноги, на других она, напротив, кричала, выгоняла их из кельи, грозила палкой. Современники были убеждены, что в этом проявляется умение блаженной различать «истинное благочестие от напускного, фарисейского». Часто она разговаривала с воображаемым собеседником (в интерпретации Чичагова — с невидимым миром), а о себе говорила в третьем лице, иногда отвечала не на высказанные вопросы, а на тайные мысли собеседника. В дни «борьбы её с врагом человечества» Паша без умолку и неразборчиво говорила, ломала вещи, била посуду, не находила места от волнения, кричала и бранилась.

### Особенности предсказаний Паши Саровской
Современник так описывал миссию Паши Саровской:

она своими словами (часто загадочными) и поступками (нередко странными) служит для инокинь Дивеева и его посетителей живым напоминанием о высшей цели жизни, обличая одних, утешая других, исправляя погибших, поддерживая слабых и малодушных, охраняя беззащитных! Испытывая всевозможные лишения, неизбежные в скитальческой жизни, она примером своей жизни призывает христиан заботиться более о едином на потребу, чем о тленных земных благах. Это добровольная мученица, постоянно умирающая для мира, плоти и дьявола ради жизни во Христе… дар прозорливости украшает эту подвижницу благочестия.— Паша, Саровская юродивая (полное жизнеописание подвижницы)
Загадочность слов блаженной подчёркивал и хорошо знавший её игумен Серафим (Кузнецов), писавший о частом неправильном толковании слов Паши Саровской: «внимательно слушая её грядущие грозные предсказания, хотя выражаемые притчами, но всё мы с её келейницей хорошо понимали и расшифровывали неясное. Многое она мне тогда открыла, которое я понимал не так, как нужно было…».
Русский православный писатель и философ Сергей Нилус приводил пример предсказаний Паши Саровской. Сев за стол, блаженная потребовала заменить деревянную ложку на серебряную. Паша сняла верхнюю половину очищенного и разрезанного огурца, посолила его, откусывала по кусочку от этого огурца, быстро пережёвывала и пережёванное сплёвывала попеременно, то в миску с молоком, то в стоявшую у ног плевательницу. Оставшиеся в миске огурцы блаженная разложила на дне, образовав из них круг, и дважды их пересчитала. Каждый раз при этом она отставляла миску и «с какою-то торжественною таинственностью промолвила»: «Семь». По мнению Нилуса, «огурец под кожей своей и мясом скрывает в семенах своих тайну жизни и потому удобен для символизирования той тайны мировой жизни», о которой сам Сергей Нилус, с его слов, писал в своих сочинениях. Пренебрежение блаженной к молоку должно было продемонстрировать значение сокровенных тайн Божиих. Огурец очищенный и продольно разрезанный, положенный поверх прочих, должен был знаменовать, что «твёрдая пища познания тайн Божиих выше познания других и очищена её [Паши Саровской] преподобно-мученическим житием, и потому Божия тайна ей так же открыта, как открыта внутренность во всю длину разрезанного огурца». Посолка же огурца означала, что познание тайн Божиих преподносится не только её действиями, но и Божьей благодатью.
Серебряная ложка символизировала «литургийное преподание Тайн Христовых». Сплёвывание разжёванных кусочков огурца означало, по мнению Нилуса, что «„твёрдая пища“, а, быть может, и моя [самого Нилуса] проповедь поступают в духовное питание в большинстве случаев или тем, кто духовно способен питаться только молоком, или же тем, кто изблёвывает её в попрание, как бы в плевательницу, в посмех и глумление». Число семь в свою очередь означает наступающий конец времён. Последовавшее после трапезы разрешение Нилусу и его супруге взять неочищенный и неразрезанный огурец и съесть его вместе с женой «должно было знаменовать, что и я с подружием моим приобщился познанию тех же тайн, что и блаженная, но не в её, однако, мере, не в мере очищенности её духовного зрения».

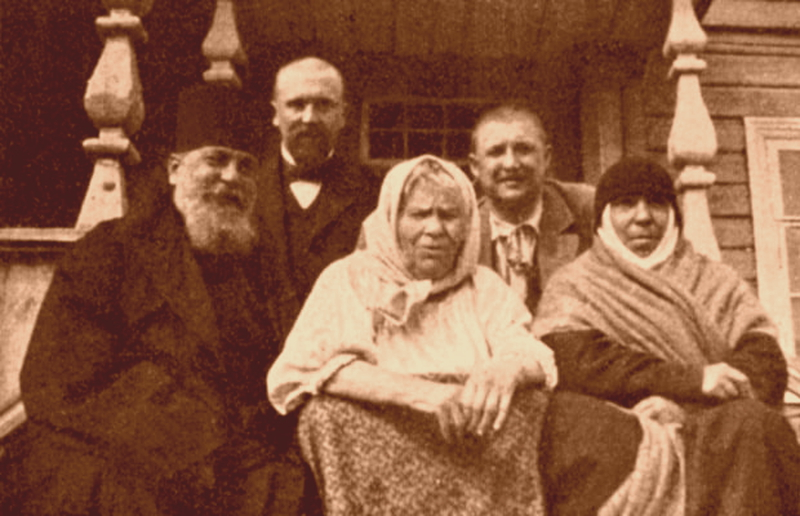
Блаженная Паша Саровская (в центре) на крыльце с архимандритом Серафимом (Чичаговым) и келейницей монахиней Серафимой, 1890-е

Сергей Нилус воспринимал Пашу Саровскую как преемницу дивеевской блаженной Пелагии Ивановны. Он сознавался, что во время первой встречи в 1900 году Пашу «видел мельком, не без тайного жуткого страха, на крыльце её кельи». Когда же он зашёл к ней, то она отдыхала и никого к себе не допускала. Нилус сумел только войти «в её комнату, всю увешанную иконами, и помолиться». Блаженная лежала за ширмой. Нилус слышал, как она шептала: «Божечке — свечечка! Божечке — свечечка! Божечке — свечечка!». Писатель сознавался: «К кому относились эти слова и в чём заключался их таинственный смысл, для меня осталось непонятным». Во время нового посещения Дивеево в 1902 году Нилус перед встречей с Пашей отправил к ней послушницу, чтобы выяснить, в каком она находится настроении. По его словам, он боялся, что блаженная побьёт его. Посещение Паши смутило писателя: «Не успел я переступить порог, как слева от меня, из-за двери, с полу, что-то седое, косматое и, показалось мне, страшное как вскочит, да как помчится мимо меня бурею к выходу со словами: — „Меня за пятак не купишь. Ты бы лучше пошел, да чаем горло промочил“. То была блаженная». По догадке Нилуса, речь шла о золотой монете в пять рублей, который он переложил из кошеля в карман, чтобы подарить блаженной. Третья встреча потрясла Нилуса: блаженная приняла у него в дар 20—40 рублей серебром и золотом, беседовала с ним, сидя на полу среди кукол, дала ему несколько прорицаний, которые впоследствии исполнились, и напомнила ему о давно забытом грехе, который он совершил в молодости.
Серафима (Булгакова) утверждала, что именно Паша Саровская стала инициатором прославления Серафима Саровского, потребовав от Леонида Чичагова написать прошение государю. Опираясь на её желание, Чичагов создал «Летопись Дивеевского монастыря», подал её Николаю II, а тот загорелся интересом к личности Серафима Саровского. Всё это, по словам Серафимы, подробно описал Чичагов во второй части «Летописи», но она погибла в 1937 году. Когда Святейший Синод воспротивился открытию мощей, то Параскева заставила Чичагова (в то время архимандрита) взять лопату, выйти из кельи и сказала: «Копай направо, вот они и мощи».
Игумен Серафим рассказывал в одной из своих четырёх статей о блаженной, что она предсказала Первую мировую войну, просила окружающих молиться за победу России, предсказала взятие российскими войсками Львова, самого Серафима она благословила на участие в военных действиях. Войну она считала Божьей карой за грехи русского народа. В другой, более поздней работе игумен Серафим утверждал, что, со слов блаженной, «войну затеяли наши враги с целью свергнуть Царя и разорвать Россию на части». Внутренних врагов государя она называла союзниками дьявола, а Вильгельма II — Голиафом.

### Смерть Параскевы Дивеевской

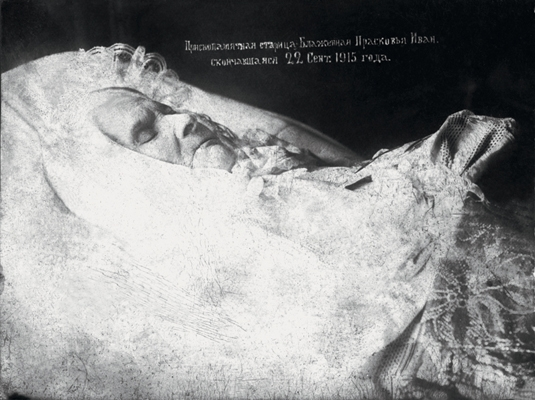
Параскева Дивеевская на отпевании, октябрь 1915

Во время Первой мировой войны Параскева настолько усердно молилась за Россию и постилась, что стала похожа на скелет. Сергей Нилус, видевший блаженную незадолго до её кончины, писал: «Это уже не была прежняя Параскева Ивановна, это была её тень, выходец с того света. Совершенно осунувшееся, когда-то полное, а теперь худое лицо, впалые щеки, огромные, широко раскрытые, нездешние глаза, вылитые глаза св. равноапостольного князя Владимира в васнецовском изображении Киево-Владимирского собора: тот же его взгляд, устремлённый как бы поверх мира в премирное пространство, к престолу Божию, в зрение великих тайн Господних. Жутко было смотреть на неё и вместе радостно».
Прасковья Ивановна умерла в Дивеевском монастыре 22 сентября [5] октября 1915 года в 2 часа 30 минут. Кандидат философских наук Алексей Ильин, не приводя источника своей информации (подобное сообщение есть у Серафимы (Булгаковой)), писал: «Перед своей собственной кончиной она поцеловала портрет Николая II со словами: „Миленький уже при конце“». Кандидат богословия и философских наук Игорь Лысенко утверждал (на основе сообщения у Серафимы), что блаженная перед смертью молилась и «клала поклоны» перед портретом императора, приговаривая: «Он выше всех царей будет». Булгакова даже уточняла, что у Паши Саровской было два портрета Николая II — одного и вдвоём с супругой, но кланялась она только перед первым портретом. Игумен Серафим действительно писал в своих воспоминаниях, что Параскева ставила портреты царя, царицы и их детей «в передний угол» вместе с иконами и «молилась на них наравне с иконами».
Игумен Серафим по-другому описывал кончину блаженной — он сообщал, что Параскева ласково взглянула на настоятельницу монастыря, затем три раза тихо вздохнула и умерла, «тихо, спокойно, без страдания, как бы заснула крепким сладким сном, после великих трудов». В другой статье игумен писал, что много раз в последние дни и часы она повторяла: «Батюшка Серафим, возьми меня домой». По поводу смерти Параскевы он писал в журнале «Голос долга»: «Дивеево погрузилось в глубокую печаль, тяжёлая весть, передаваясь из уст в уста, повсюду вызывала единодушным слёзы, общее горе. Всякий, кто видел её, кто слышал о ней, у тех великой скорбью отзовётся эта весть. Имя почившей было близким русскому народу на всём необъятном пространстве русской земли, ибо знали и слышали о ней повсюду и до далекой Сибири и дальних морей, куда богомольцами занесены трогательные рассказы о блаженной Паше Саровской».
Блаженная была похоронена рядом с Троицким собором монастыря. Похороны были просты и украшены, по словам современника, «не пышностью, а горькими слезами». Над холмиком земли поставили простой деревянный крест. Здесь же находились и могилы двух других почитаемых блаженных Дивеевского монастыря — Пелагеи Ивановны и Наталии Дмитриевны. Рядом с этим местом выросла большая лиственница.

## Параскева Дивеевская, Николай II и его окружение

### Встреча с Николаем II
20 июля (2 августа) 1903 года Николай II записал в своём Дневнике:

В 10 / 2 приехали в Дивеевский женский монастырь. В домовой церкви настоятельницы матери Марии отслушали обедню. Затем все сели завтракать, а Аликс и я отправились к Прасковье Ивановне (блаженной). Любопытное было свидание с нею. Затем мы оба поели, а Мама с другими посетили её.— Николай II. Дневники императора Николая II (1894—1918)

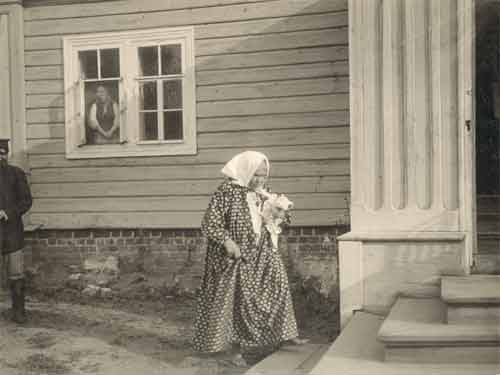
Параскева Дивеевская на крыльце, 1903

Основываясь на данном свидетельстве, утверждающем, что кроме государыни свидетелей встречи императора и блаженной не было, историк Константин Капков считает другие свидетельства об этой встрече легендарными. Великий князь Сергей Александрович записал в своём дневнике о встрече с Пашей Саровской в тот же день: «Курьёзное впечатление!». Дополняет дневниковую запись императора о встрече с блаженной одно из воспоминаний Варвары Шнейдер. Императрица спросила её, видела ли она Пашу Саровскую. Шнейдер призналась в охватившем её страхе, что «прочтя как нервный человек в моих глазах критическое отношение к ней, она рассердится и что-нибудь сделает, ударит или тому подобное», поэтому вступать с блаженной в разговор не стала. В свою очередь, Шнейдер задала вопрос, правда ли, что, «когда Государь Император хотел взять варенья к чаю, то Паша ударила его по руке и сказала: „Нет тебе сладкого, всю жизнь будешь горькое есть!“ — „Да, это правда“», — ответила Александра Фёдоровна.
Одно из легендарных свидетельств принадлежит протоиерею Стефану Ляшевскому. Он утверждал, что, когда Николай II подъехал к дому блаженной, оттуда вынесли стулья, а на полу был расстелен ковёр. Большое число свидетелей якобы едва сумели войти в комнату Параскевы Ивановны вместе с царственными супругами. Сидя на кровати, блаженная потребовала, чтобы её оставили наедине с ними. Придворные вышли, но послушница Паши осталась. Блаженная потребовала, чтобы государь и его супруга сели на пол (что, по мнению толкователей, символизировало железнодорожную станцию Дно, где император отрёкся от престола). После этого она предрекла «гибель России, Династии, разгром Церкви и море крови». Когда Александра Фёдоровна заявила, что всего этого не может быть, то Паша протянула ей кусок материи со словами: «Это твоему сынишке на штанишки, когда он родится — поверишь тому, что я говорила». По другому варианту этой версии, Паша протянула ещё и куклу мальчика. Писатель и философ Евгений Шифферс утверждал о предсказании рождения сына, что подобное событие придумать невозможно, а если оно и является выдумкой, то принадлежит гению, равному Пушкину.

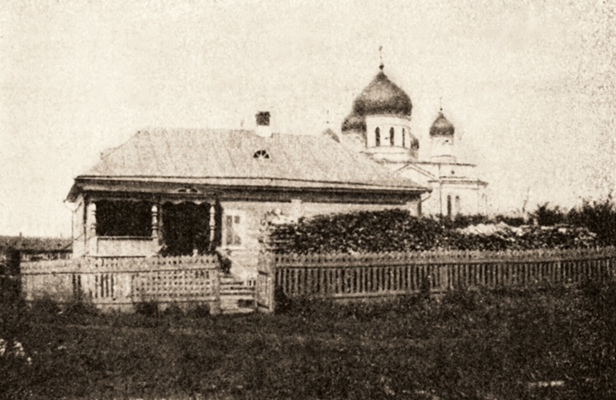
Келья Параскевы Дивеевской в начале XX века

Доктор исторических наук Сергей Фирсов писал, что Параскева подарила царственным супругам куклу. По поводу утверждения, что это можно было рассматривать как предсказание рождения ребёнка, он писал: «судить трудно. „Но блажен, кто верует“». По его мнению, «посещение блаженной со временем обросло слухами и мифами, в которых затёртой оказалась простая истина: „царям“ были необходимы „знаки“, помогающие им „правильно понять“ Божью волю». Предсказание получило отражение в кондаке, составленном в честь Параскевы Дивеевской: «радуйся, Параскево Саровская, рождество царевича-мученика страстотерпцам царственным предсказавшая».
Алексей Ильин, не ссылаясь на источники, писал, что настоятельница уговаривала Пашу убраться в келье накануне приёма высоких гостей, но блаженная встретила первых лиц государства как «обыкновенных гостей: самоваром чая и сковородой картошки». «Везде меня встречают как царя, и только здесь как человека», — сказал на это Николай II. В остальном Ильин придерживается традиционной легендарной версии, но не вдаётся при этом в подробности. Блаженная предсказала надвигавшуюся на Россию катастрофу: «рождение и болезнь наследника, гибель династии Романовых, гонения на Церковь и море крови». Детали этой истории зафиксировала в своих воспоминаниях монахиня Серафима (Булгакова). Во время посещения царственными супругами кельи «стелили ковёр, убирали стол, сразу принесли горячий самовар. Все вышли, оставив их одних, но они не могли понять, что говорит Блаженная, и вскоре Государь вышел и сказал: „Старшая при ней, войдите“… Стали прощаться… Прасковья Ивановна открыла комод. Вынула новую скатерть, расстелила на столе, стала класть гостинцы: холст льняной своей работы (она сама пряла нитки), нецелую головку сахара, крашеных яиц, ещё сахара кусками. Всё это она завязала в узел… и дала Государю в руки. Прощались, целовались рука в руку». Серафима добавляла и ещё одну деталь, которую опускают современные учёные: «У Государя денег с собой не было, тут же послали. Принесли, и Государь дал ей кошелек золота. Этот кошелек сразу же передали матери игумении».
Ещё одно легендарное свидетельство утверждает, что Паша просила слепить «из глины 9 солдатиков и сварить чугунок картошки в мундирах… Параскева Ивановна, когда Государь вошел, взяла палочку и посшибала головки у всех солдатиков,
предсказывая их мученическую кончину, а к трапезе предложила картошку в мундирах, что значило суровость их последних дней».
Ещё одну версию (без ссылки на первоисточник) приводил доктор исторических наук Александр Боханов. По его мнению, для Николая II как православного христианина «беседы с „Божьими людьми“ давно стали обычным делом». К числу глубоко западавших в душу императора он относил «пророчества юродивой Паши из Саровской пустыни (обители)». Боханов не описывал обстоятельства встречи юродивой и императора, но утверждал, что она предсказала ему в 1903 году «и войну с Японией, и убийство дяди — Великого князя Сергея Александровича». Источник данной информации раскрывает доктор исторических наук Сергей Фирсов. Историю разговора царя с блаженной хозяйка одного из крупнейших светских салонов Санкт-Петербурга и мемуаристка Александра Богданович услышала в 1910 году от будущего товарища обер-прокурора Святейшего синода князя Николая Жевахова. Николай II однажды спросил его, видел ли он Пашу (сам император, по его словам, «сподобился её видеть»). Блаженная предсказала войну с Японией, а затем начала бить одну из своих кукол, называя её «Сергеем». Богданович записала услышанное в дневник, но с замечанием: «Не следует царю это рассказывать Жевахову, а ему не следует это распространять». По мнению Фирсова, Сергей — не великий князь Сергей Александрович, как это решил Боханов, а государственный и политический деятель Сергей Витте, к которому Николай II испытывал антипатию. Фирсов принимал данное свидетельство Богданович и подчёркивал, что Пашу Саровскую император воспринимал как «политическую предсказательницу».
Игумен Серафим утверждал, что в беседе с монастырской казначеей Паша Саровская предсказала рождение наследника ещё в 1895 году, когда предрекла, что сначала родятся четыре девочки, а потом долгожданный мальчик. Сам Серафим лично услышал об этом от казначеи Александры в 1915 году.

### Легендарные свидетельства о Параскеве и близком окружении императорской семьи
Современное житие Параскевы Дивеевской, изданное в Дивеевском монастыре, утверждает на основе свидетельства Серафимы (Булгаковой), что после встречи в Дивеево «со всеми серьёзными вопросами Государь обращался к Прасковье Ивановне, посылал к ней Великих князей. Евдокия Ивановна говорила, что не успевал уехать один, как приезжал другой». Историк Константин Капков также писал при изложении этой версии, что встреча произвела сильное впечатление на государя и он послал к ней великих князей. Современное житие утверждает, опираясь на сообщение монахини Серафимы, что и перед посещением государя к ней приходили великие князья: «Они привезли ей шёлковое платье и капор, в которые тут же и нарядили». После того, как блаженная предсказала им рождение наследника, «Великие князья в восторге подняли блаженную на руки и начали качать, а она только смеялась». Сергей Фирсов указывал, что подобные утверждения среди духовенства «встречали противодействие и резкую критику».
Серафима (Булгакова) сохранила сведения о приезде в Дивеево Анны Вырубовой и Григория Распутина. Распутин, по её утверждению, прибыл с целой свитой, которую составляли молодые фрейлины. Он побоялся войти к Паше Саровской, оставшись на крыльце. Паша бросилась на вошедших к ней женщин с палкой, повторяя: «Жеребца вам стоялого!». Когда приехала Вырубова, то распорядилась узнать, что делает в это время Паша. Ей донесли, что та связывает поясом три палки (одна называлась «тросточка», вторая — «буланка», названье третьей не сохранилось), сопровождая это действие словами: «Ивановна, Ивановна… как будешь бить? — Да по рылу, по рылу! Она весь дворец перевернула!». Вырубову не пустили на встречу с блаженной.
Посетил Пашу Саровскую и один из лидеров черносотенцов иеромонах Илиодор (Сергий Труфанов), протеже Григория Распутина и автор записок о нём, оцениваемый рядом историков как авантюрист. Она сняла с него клобук, крест, все ордена и знаки отличия. Положила всё это в сундук и заперла, а ключ повесила к своему поясу. После этого она приказала принести ящик, положила в него лук, полила и сказала: «Лук, расти высокий». Затем она легла спать. Ключи к пояску у блаженной были привязаны сбоку, спала же она на другом боку, поэтому ключи удалось отвязать и отдать Илиодору. Через несколько лет он снял с себя сан — действия Параскевы были восприняты как пророчество.
Епископ Симферопольский и Таврический Феофан вспоминал, что побывал у Паши Саровской в келье в 1911 году. На нём не было облачения во время посещения. Паша бросила комок белой материи на колени Феофану. Развернув его, он увидел саван покойника, однако блаженная выхватила саван из его рук. Паша бормотала: «Матерь Божия избавит! Владычица Пресвятая спасёт!». Паша вскочила на скамью, сорвала со стены портрет Николая II и бросила на пол. То же самое она сделала с портретом государыни. Своей келейнице Паша приказала отнести портреты на чердак. Феофан, будучи духовником императора, сообщил ему об этом пророчестве: «Государь стоял молча, наклонив голову. Он ни слова не сказал по поводу сообщённого мною… Только в самом конце он поблагодарил меня».

## Внешность блаженной

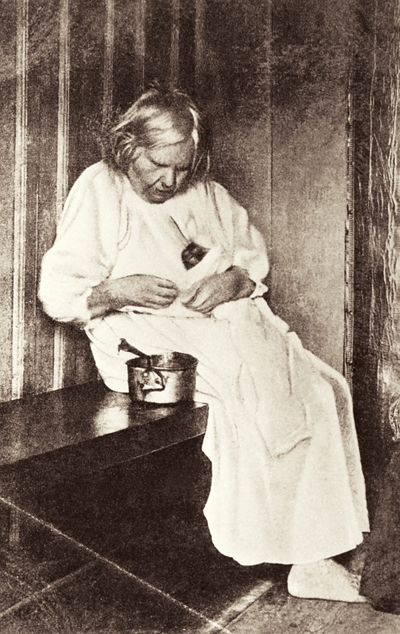
Параскева Дивеевская в своей келье с котёнком, конец XIX века

Российский публицист и философ Леонид Оболенский так описывал внешность Паши Саровской в 1905 году:

На крылечке старого домика стояла, низко наклонившись над кучей травы, лежавшей у её ног, толстая седая старуха. Голова её была без платка, и волосы, зачёсанные назад, висели космами вокруг головы. На ней был довольно короткий, ситцевый, с большими цветами, вылинявший сарафан без рукавов. Спереди он был расстёгнут до пояса, и пазуха раскрыта. В руке у старухи было что-то, чем она, вероятно, срезала перед тем траву, лежавшую на крыльце: полынь, лопухи, крапиву. Бессмысленно бормоча и перебирая эту траву, она так сильно наклонялась, обернувшись к публике задом, что были видны все её толстые икры из-под короткого сарафана. Я тут простоял с четверть часа, а она всё продолжала то сбрасывать траву на ступеньки, то снова поднимать её и укладывать на площадке крыльца. А сама, по-прежнему, бормотала что-то сама с собою вполголоса, баском, очень сердито и озабоченно.— Леонид Оболенский. Из поездки в Саров. Путевые впечатления и заметки
Оболенский признавался, что первоначально принял её за прислугу. Юродивая, услышав шум в толпе, стоявшей у её дома, разразилась бранью, бросила в толпу веник и ушла в дом, хлопнув дверью. Когда она удалилась, то в ограду её домика прорвалась, по выражению автора, «чистая» публика: барышни в шляпках, прилично одетые господа и подростки в ученических мундирах. Они униженно стояли под окном и просили у Паши благословения. Кому-то из толпы почудилось, что блаженная грозит людям из-за мутного окна, и несколько человек убежали.
Леонид Чичагов утверждал, что первоначально блаженная обладала приятной внешностью. В результате же подвижничества и постничества она приобрела черты Марии Египетской. В его описании Параскева предстаёт худой и высокой, её кожа почти чёрная, так как «сожжена» солнцем. У неё короткие волосы, хотя прежде носила длинные «до земли». Параскева обстригла их, так как они были неудобны для жизни в лесу «и не соответствовали тайному постригу». Блаженная ходила босиком и носила мужскую монашескую рубашку, которая была расстёгнута на груди. Руки её были обнажены, а строгий взгляд наводил, по словам Чичагова, страх на тех, кто был с ней плохо знаком. Этот же автор отмечал серьёзное изменение, которое происходило с блаженной по мере старения — она сильно толстела.
В зависимости от настроения Параскева казалась окружающим то строгой и сердитой, то ласковой, то грустной. Особо Чичагов отмечал «детские добрые, светлые, глубокие и ясные глаза» блаженной — «Они свидетельствуют, что все эти странности её, иносказательный разговор, строгие выговоры и выходки — лишь наружная оболочка, преднамеренно скрывающая величайшее смирение, кротость, любовь и сострадание». Сарафаны, которые носила блаженная, придавали ей внешность «незлобивого дитяти». Параскева любила яркие цвета, особенно красный. Иногда она надевала сразу несколько сарафанов. Обычно это происходило при встрече почётных гостей или «в предзнаменование радости и веселия для входящего к ней лица». На голове Параскева носила чепец и крестьянский платок. Летом обычно ходила в одной рубахе.

## Изучение биографии

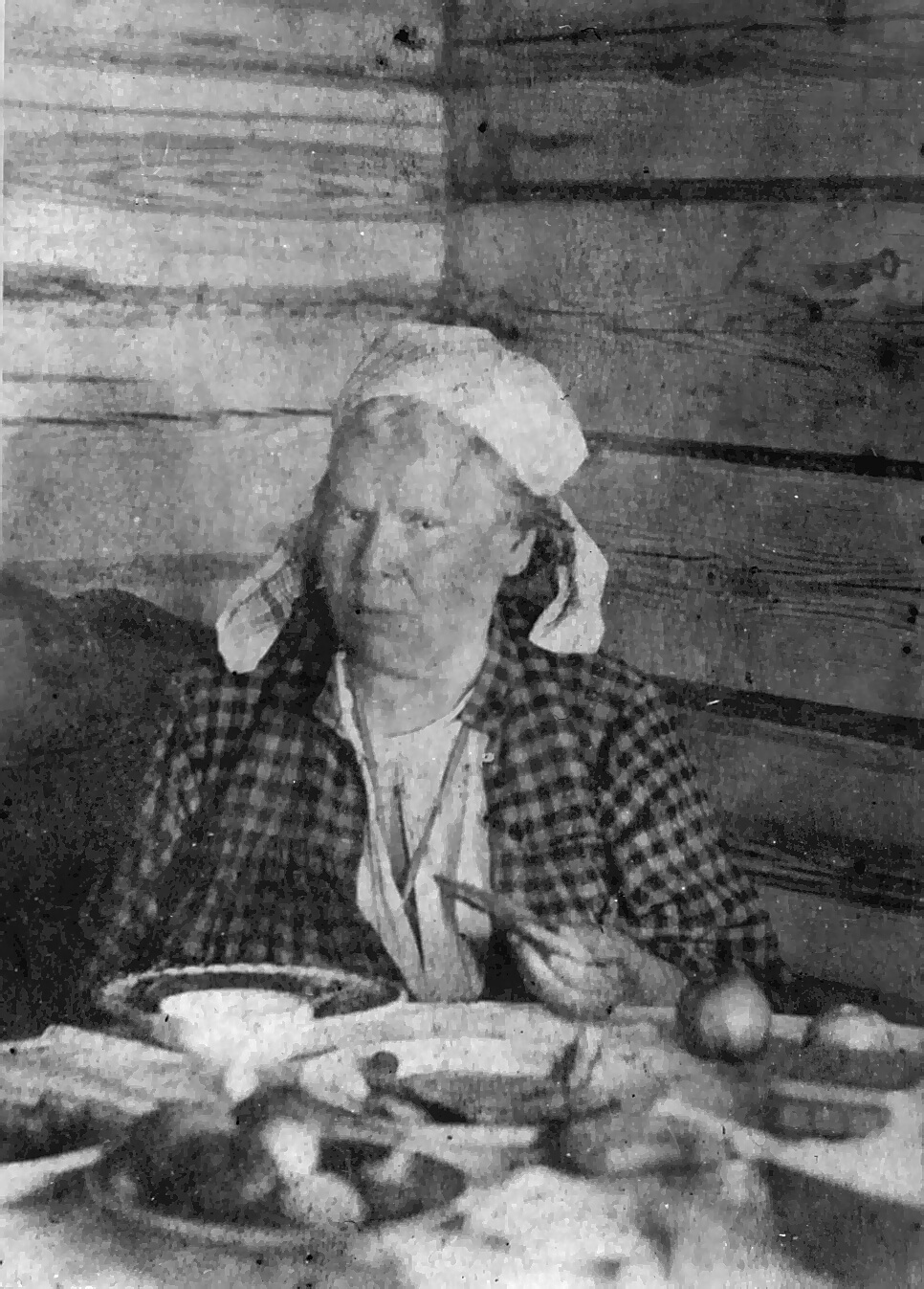
Параскева Дивеевская в келье за столом

Леонид Чичагов (впоследствии архимандрит Серафим, епископ Русской православной церкви; с февраля 1928 по октябрь 1933 года митрополит Ленинградский) включил жизнеописание Паши Саровской в заключительную главу XXXII своей книги «Летопись Серафимо-Дивеевского монастыря с жизнеописанием основателей его: преподобного Серафима и схимонахини Александры, урождённой А. С. Мельгуновой». Первое издание книги вышло в 1896 году. Позже книга неоднократно переиздавалась.
В 1903—1906 годах в Москве и Санкт-Петербурге была издана целая серия небольших книжек о Параскеве. В 1904 году в Москве в известном издательстве Ивана Сытина вышла небольшая брошюра «Паша, Саровская юродивая: [Полное жизнеописание подвижницы]». Текст этой брошюры был переиздан в 2005 году в Приложениях к 1 тому Собрания сочинений Сергея Нилуса. Сергей Нилус посвятил Паше Саровской отдельную главу под названием «Великая дивеевская блаженная Параскева Ивановна» в книге «На берегу Божьей реки».
В 1905 году в журнале «Вестник Европы» писатель и философ Леонид Оболенский опубликовал очерк «Из поездки в Саров. Путевые впечатления и заметки», в котором описал свою встречу с Пашей Саровской и критически проанализировал текст анонимной брошюры о ней, опубликованной в издательстве Сытина. В жизнеописании и собственных впечатлениях от наблюдения за блаженной он нашёл целый ряд противоречий. Если она всё время проводит в молитве, то как она находит время для перебранок со своими почитателями, для постоянного наблюдения, чтобы сёстры не пребывали в праздности, для игры в куклы и срезания серпом травы? Оболенский отказывался признавать пророчествами слова Паши Саровской. Он писал, что в её случае «не факты создают веру, а вера факты. На помощь вере приходит гипноз слов». Автор также обращал внимание, что в силу своего состояния юродивая не могла описать свои настроения, душевные состояния, планы, поэтому всё, что в этом отношении сообщается автором жизнеописания, является его собственными догадками. В 1916 году один из лидеров черносотенцев Перми игумен Серафим (Кузнецов) опубликовал в журнале «Голос долга», который он сам издавал, серию из четырёх статей, посвящённых жизни и подвигу Паши Саровской. Статьи основаны и на личных воспоминаниях Серафима от встреч с Пашей Саровской. Позже он вспоминал о блаженной в работе «Листки воспоминаний».
В советское время Пашу Саровскую было принято относить к «многочисленным отечественным и импортным чудотворцам, провидцам, предсказателям и кликушам», в число которых входили оккультист Папюс, богомолка Дарья Осипова, странник Антоний, гадалка Гриппа, Митя Козельский, Василий Босоногий. Считалось, что они «исполняли функцию самых доверенных лиц и советчиков Николая II и Александры Фёдоровны» в период после удаления француза Филиппа и до появления при дворе Григория Распутина. Доктор философских наук Александр Григоренко, ссылаясь на свидетельство Сергея Труфанова, утверждал, что у императора было правило: «сначала выслушать „старцев“ и „блаженненьких“, а потом уже министров».
Монахиня Серафима (в миру — Софья Александровна Булгакова), одна из последних сестёр Дивеевского монастыря, приняла постриг в 1924 году и проходила послушание в иконописной мастерской. После возвращения из лагерей и ссылок она поселилась вблизи Арзамаса. Серафима собирала всё, что относится к жизни Дивеевской обители: иконы, книги, литографии, рукописные материалы, личные вещи Серафима Саровского и Паши Саровской. Её заметки по истории монастыря обычно публикуются под названием «Дивеевские предания». Небольшой очерк Серафимы «Схимонахиня Анатолия», где также содержится информация о Паше, был опубликован по записи иеромонаха Дамаскина (Орловского). Сам иеромонах, доктор исторических наук, советский и российский агиограф, включил информацию о Паше Саровской в свои два очерка — «Блаженная Мария Ивановна» (написан по воспоминаниям Валентины Долгановой, келейницы епископа Варнавы (Беляева), и инокини Серафимы (Ловзанской)) и «Мученицы села Пузово».
После канонизации Параскевы в издательстве Дивеевского монастыря вышла несколькими изданиями значительным тиражом книга «Дивеевские Христа ради юродивые Пелагия, Параскева и Мария», обобщившая информацию о жизни и чудесах блаженной, а также содержащая сведения об обретении её мощей и прославлении. Также популярный характер носит жизнеописание Параскевы в книге архимандрита Феофана «Неблаженные блаженные святые. Рассказы о необыкновенных подвижниках», вышедшей в 2017 году в издательстве АСТ. Православный публицист Юрий Рябинин посвятил Паше Саровской главу в предназначенной для широкой читательской аудитории книге «Русь юродская. История русского юродства в лицах и сценах».
Священник Георгий Павлович во время работы в библиотеке Свято-Пантелеймонова монастыря на Афоне обнаружил пять писем келейницы Паши Саровской послушницы Пелагеи к неустановленному лицу за 1913 и 1915—1916 годы, в которых речь идёт о блаженной. Он предположил, что автор писем — это Пелагея Фёдоровна Верховая (1871 — после 1919 года) из крестьян села Кременки Ардатовского уезда Нижегородской губернии, возможно, принявшая постриг под именем Киприаны. В последнем из писем подробно описываются смерть Паши, её отпевание и могила блаженной.
В научных статьях и монографиях начала XXI века анализируются отдельные аспекты повседневной жизни и религиозности Параскевы. Кандидат философских наук, доцент кафедры практической психологии Омского государственного педагогического университета Алексей Ильин в статье «Онтология женского юродства» писал об одиночестве Параскевы. Родных или друзей у неё не было. Куклы заменяли ей семью, Богородицу она «почитала… как самого близкого человека». Значительное место уделил Паше Саровской доктор исторических наук Сергей Фирсов в книге «Николай II. Пленник самодержавия», вышедшей 2010 году. Кандидат богословия и философских наук, преподаватель Санкт-Петербургской Духовной Академии Игорь Лысенко анализировал житие императора и его взаимоотношения с Пашей Саровской в статье «Благочестие императора страстотерпца Николая II как предмет исследования» (2008).
Доктор филологических наук, профессор кафедры литературы Псковского государственного университета Илона Мотеюнайте в монографии «Восприятие юродства русской литературой XIX—XX веков» рассматривала отражение агиографического канона в описаниях юродивых в российской литературе Нового времени. Материалом послужили жизнеописания семи юродивых XVIII—XX веков, среди которых была Паша Саровская. Поступки блаженной в жизнеописаниях исследователь объясняла не только призванностью, но и «печалью о потерянном любимом». Разнообразие форм предсказаний и наделение некоторых предметов «неожиданными, часто произвольными и индивидуальными, смыслами», по мнению автора монографии, «свидетельствует о творческом мышлении юродивых, учитывавших разные пласты культуры в сознании публики». С точки зрения Илоны Мотеюнайте, использование блаженной кукол «имеет глубокие культурные корни». Пьеса Людмилы Улицкой «Семеро святых», с точки зрения Мотеюнайте, отчасти вдохновлена образом дивеевской святой: «В связи с темой материнства важна игра Дуси в куклы. Этот мотив связывает её образ с Пашей Саровской, которая использовала кукол в своих предсказаниях». Спустя два года автор развивала эти мысли в статье «Юродство, любовь и материнство в пьесе Л. Улицкой „Семеро святых“».
В книге доктора филологических наук Елены Грудевой «Женское юродство в Православной Церкви: история и содержание подвига» анализируются жизнеописания четырёх юродивых, канонизированных Греческой православной Церковью, и двенадцати юродивых, канонизированных Русской православной церковью. В число последних входит и Параскева Дивеевская. Грудева отмечала, что юродивая круглый год ходила босиком во время 30-летней жизни в саровском лесу. Если икона Параскевы ростовая, то этот факт обычно на ней зафиксирован. Как странницу Параскеву обычно изображают на иконах с посохом или палкой. Также Грудева писала, что подвиги блаженной получили отражение в молитве, обращённой к ней: «яко супруга верная и вдовица честная, за правду изгнанница и странница, тайно в мантию постриженная монахиня и узница, саровская пустынница и мученица, вторая обители Дивеевския блаженная старица».
Елена Грудева отмечала, что в биографии Паши прослеживаются агиографические стандарты, характерные именно для юродивых: девушку против её воли собираются выдать замуж и она покоряется, толчком к принятию подвига юродства стало трагическое событие, добрые дела совершает в тайне, она обладает даром прозоривости, духовные узы связывают её с другими юродивыми, свои пророчества она облекала в иносказательные формы. По мнению Грудевой, Параскева превосходила всех других женщин-юродивых в количестве асоциальных поступков, которые, с точки зрения исследовательницы, характеризуют мужчин-юродивых, а не женщин.

## Прославление и реликвии
31 июля 2004 года блаженная Параскева была причислена к лику местночтимых святых Нижегородской епархии. Спустя всего два месяца 6 октября Архиерейский Собор Русской православной Церкви установил её общецерковное почитание. Мощи блаженной Параскевы были обретены 20 сентября 2004 года. Было известно, что при погребении был сооружен склеп, однако других известий о погребении не сохранилось. Православный писатель и публицист Юрий Рябинин утверждал, что при советской власти некоторое время на месте захоронений трёх дивеевских блаженных стоял пивной ларёк. Его якобы снесли после того, как продавщице стали являться три старушки, которые ничего не говорили, но пристально смотрели на неё.
Осенью 1990 года у алтаря Троицкого собора были произведены частичные раскопки. На основании исследований на предполагаемых могилах блаженных были установлены кресты. Позже в результате новых раскопок уже в 2004 году под землёй были обнаружены останки склепа. Руководил работами археолог, старший научный сотрудник Отдела теории и методики Института археологии РАН Юрий Смирнов. Мощи Параскевы были перенесены в храм Рождества Христова. После обретения они находились там в простых обитых белой тканью гробах, а затем уже были переложены в раки. 14 января 2005 года мощи Параскевы были перенесены в Казанский храм.

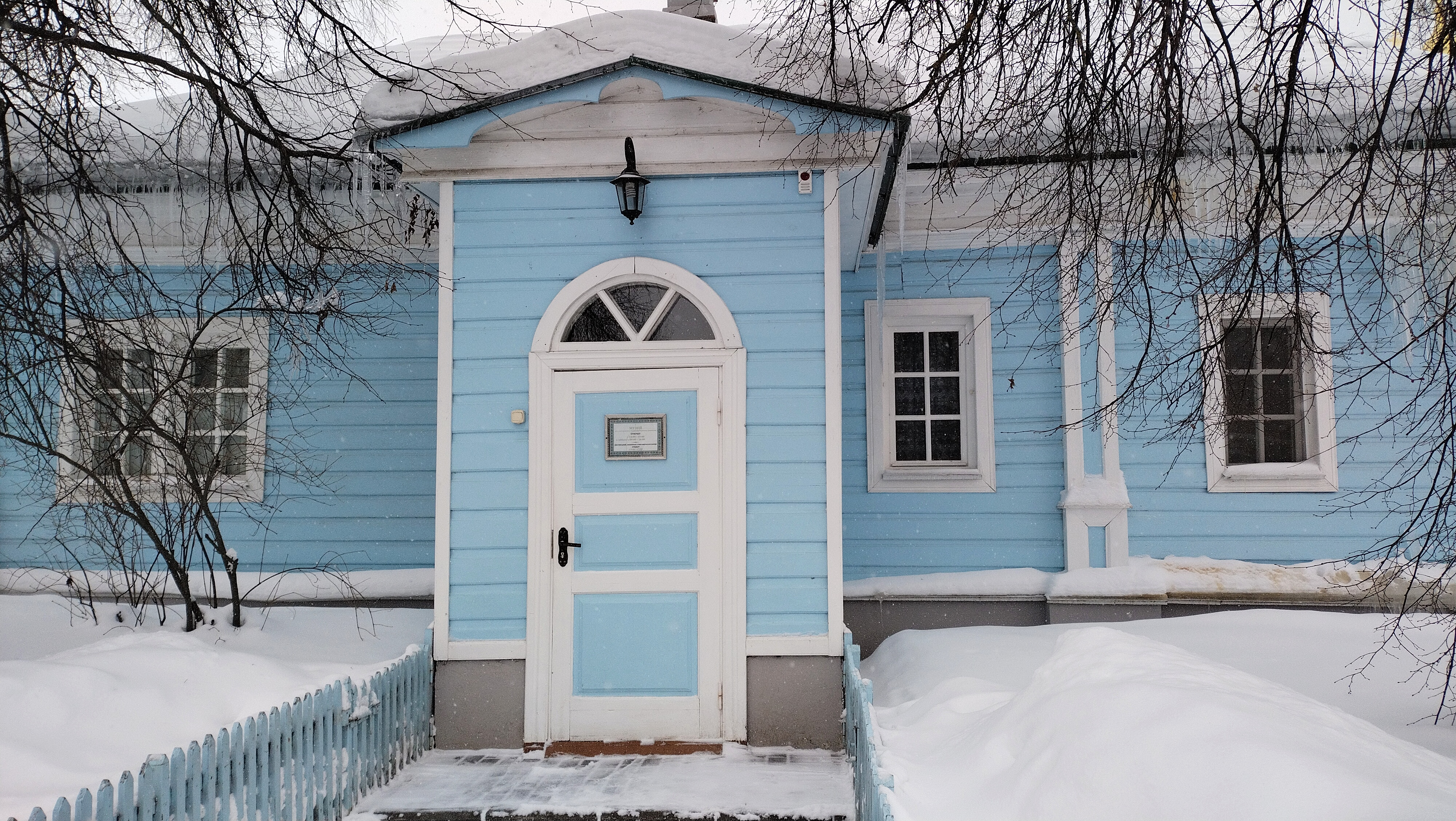
Дом-музей Параскевы Дивеевской, февраль 2024 года

В настоящее время мощи Параскевы находятся в Казанской церкви Серафимо-Дивеевского монастыря. В 2004 году монастырю был передан домик, в котором она жила. В настоящее время в нём находится музей истории Дивеевской обители с мемориальной комнатой блаженной Параскевы.
После смерти Параскевы в её домике два года прожила другая дивеевская блаженная — Мария Ивановна. Уже тогда он стал местом паломничества верующих. Вплоть до закрытия монастыря в келье блаженной Параскевы читалась неусыпаемая Псалтирь. Паломник Анатолий Тимофиевич так описывал келью в 1926 году: «Это был небольшой одноэтажный деревянный домик с верандой под железной крышей, стоявший у самых ворот монастырской ограды… мы очутились в небольшой горнице, откуда вело трое дверей… мать Киприана ввела нас в келию блаженной Параскевы. Стены её сплошь были увешаны образами, и что особенно привлекло наше внимание, это стоявшее посреди келии во весь рост Распятие прекрасной работы… Слева в углу находилась большая, покрытая пёстрым одеялом кровать со множеством подушек. На кровати лежали куклы самого разнообразного вида, причём от некоторых осталось одно только туловище».
В 1927 году домик перешёл в собственность колхоза «Вперёд», при советской власти в домике Паши Саровской находилась сберкасса, а впоследствии пункт раздачи детского питания.
В Дивеевском монастыре находятся реликвии: розовая рубашка и голубое платье Параскевы, в которых она принимала причастие, а также часть холста её работы и ниточки её пряжи, сарафан и рубаха Параскевы, икона и кипарисовый нательный крестик из её склепа, стол с самоваром, прялка, домашняя утварь на печке, ковёр ручной работы, кровать с высокими подушками. Старинные куклы, выставленные сейчас в её келье, Паше Саровской не принадлежали. Однако, в экспозиции представлена фотография одной из подлинных её кукол — мальчик, которого, по преданию, блаженная называла Кириком. В настоящее время она находится во Франции. Посетивший домик Паши патриарх Кирилл оставил запись в книге почётных гостей: «Радуюсь тому, как воссоздан дом Паши Саровской. Пусть каждый, кто посещает это святое место и прикасается к духовному подвигу святой, обретает её молитвенную поддержку. + Патриарх Кирилл 1.08.2010 г.». Келья Паши Саровской превратилась в одно из мест паломничества верующих. Прикосновение к её вещам верующие воспринимают как благодать.

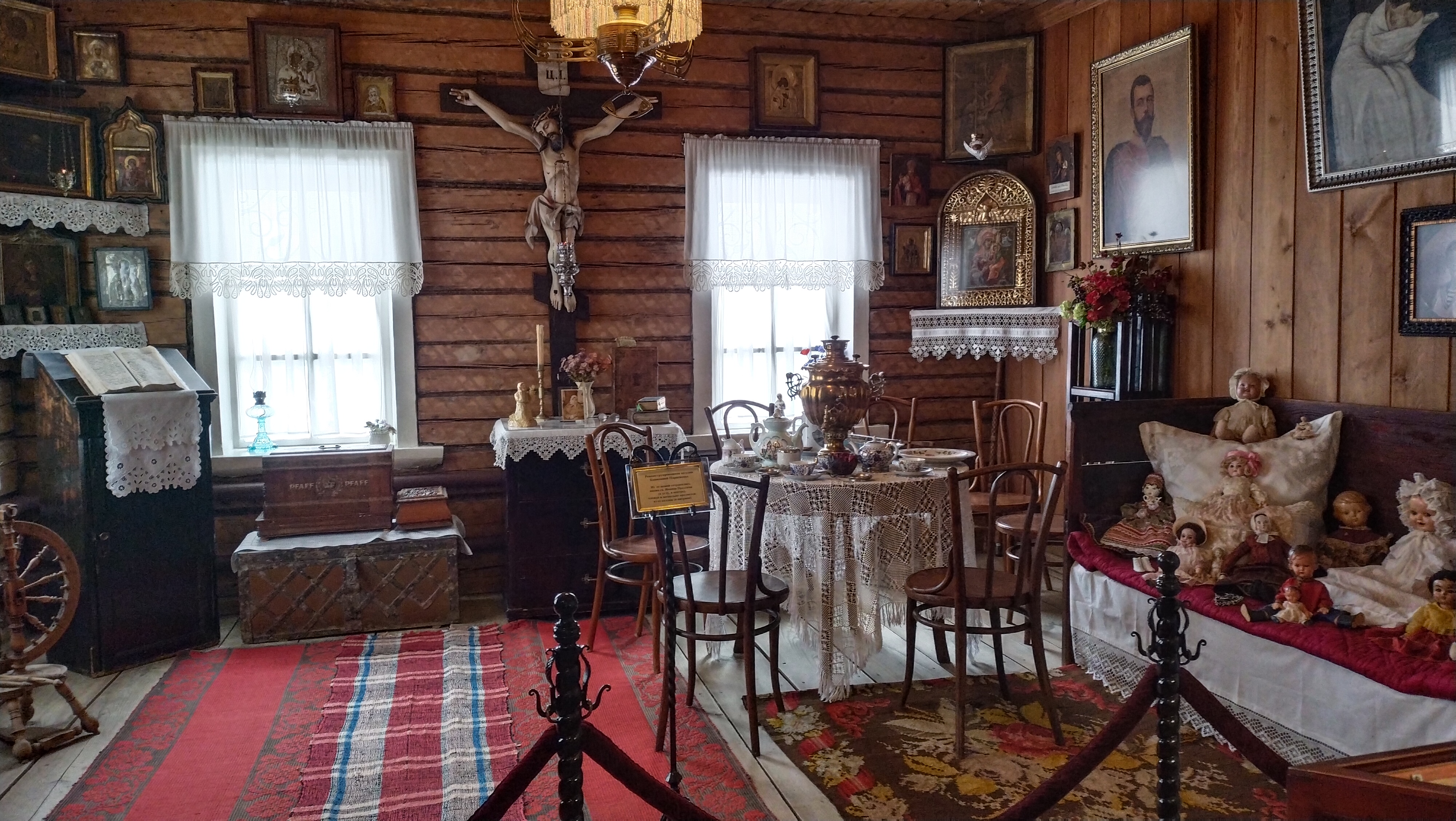
Реконструкция мемориальной комнаты Параскевы Дивеевской, февраль 2024 года
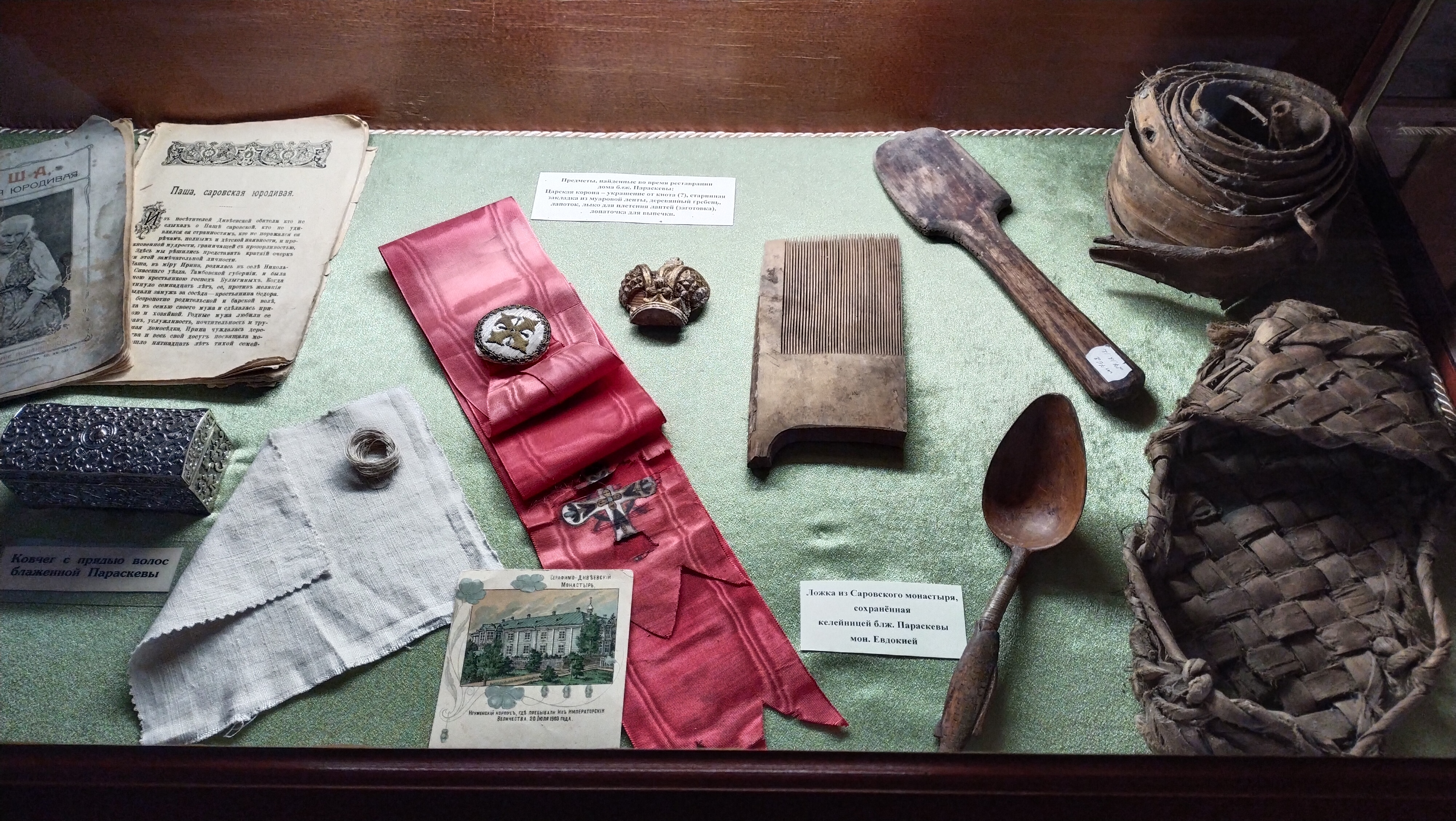
Стенд с реликвиями в постоянной экспозиции Дома-музея
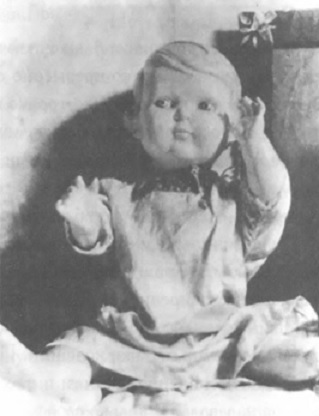
Подлинная кукла Параскевы Дивеевской, начало XX века
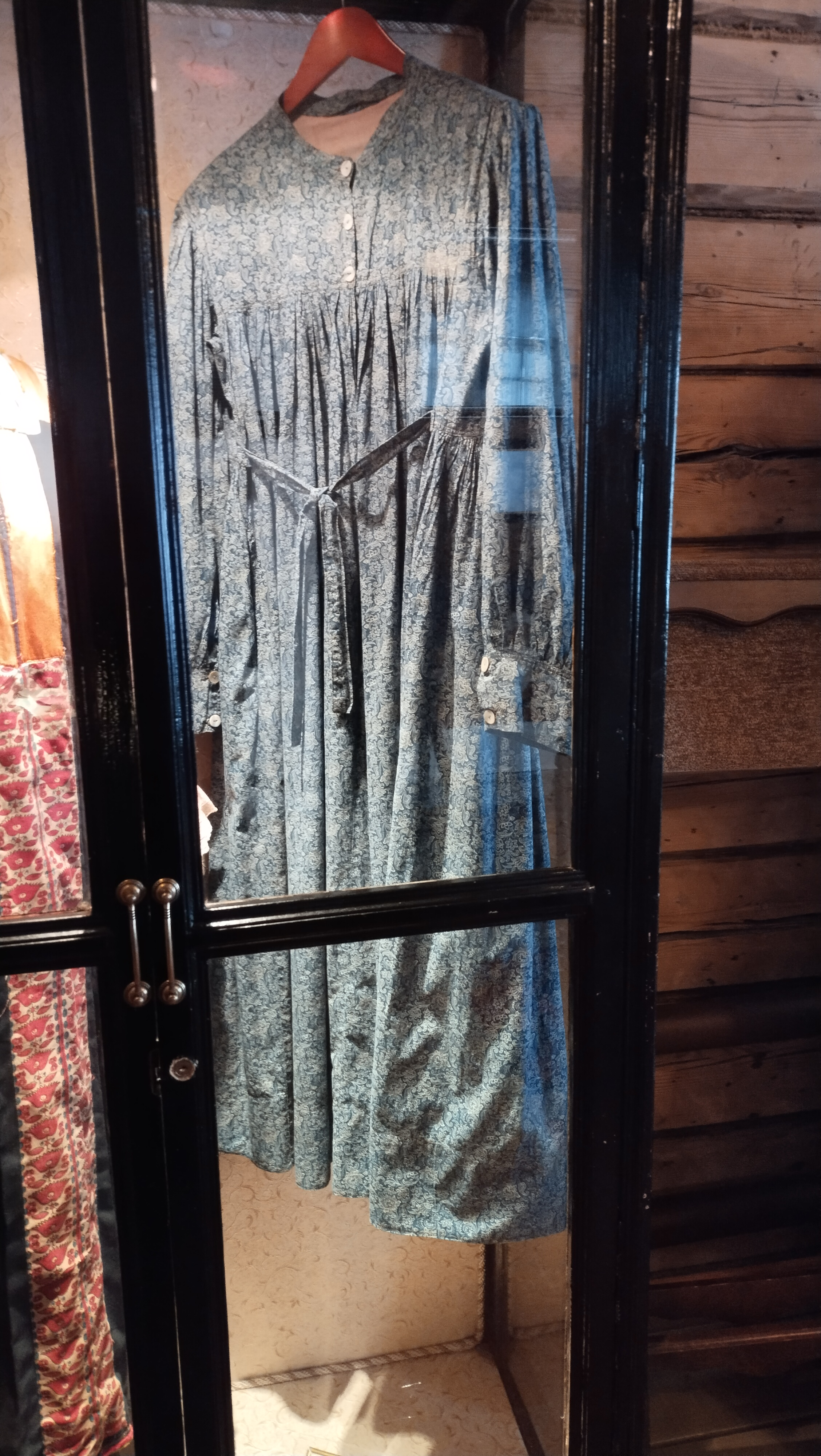
Голубое платье Параскевы Дивеевской
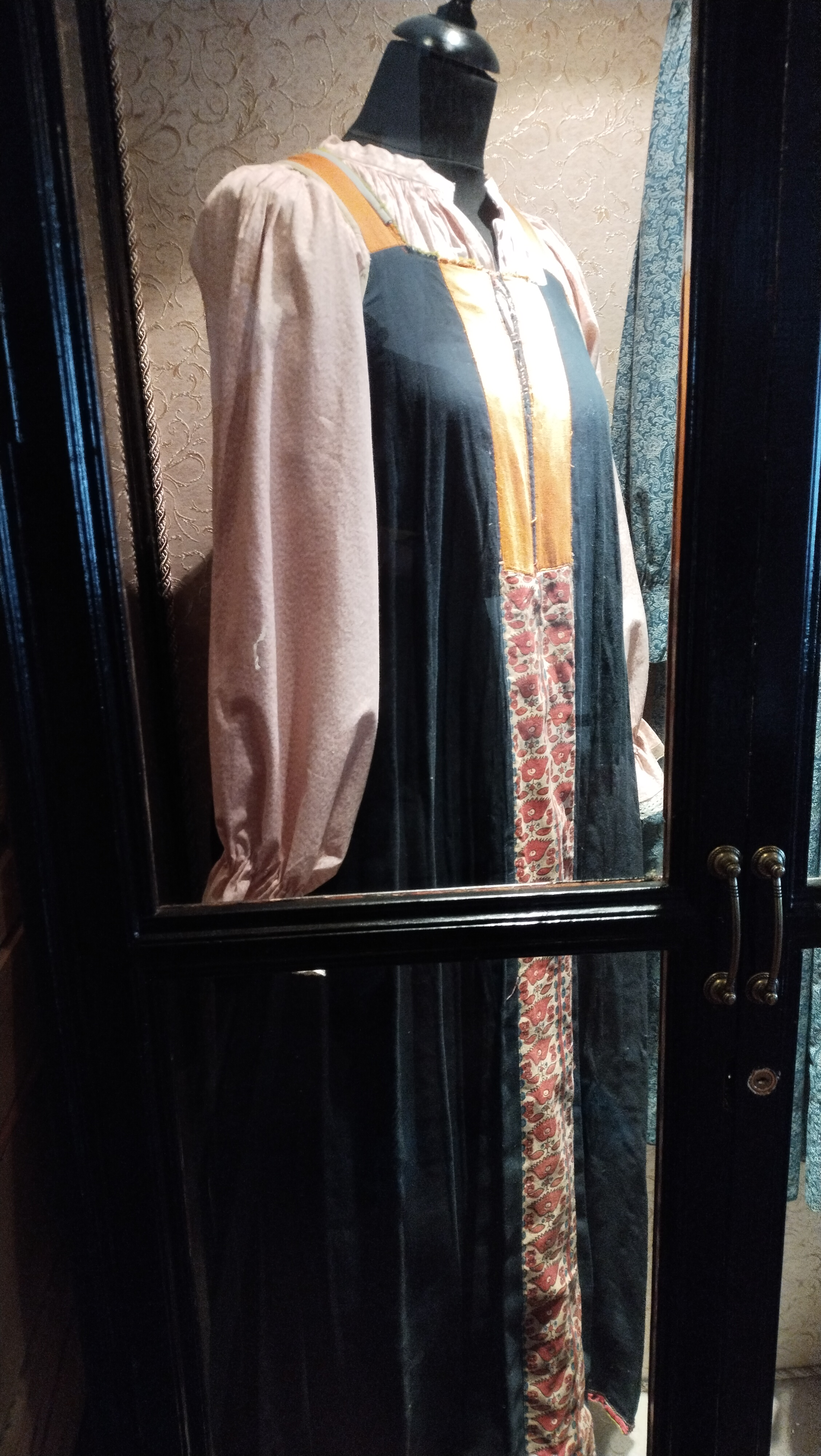
Розовая рубашка Параскевы Дивеевской

## Параскева Дивеевская в культуре
Встречу императора и Паши Саровской включили в свой текст составители подложного дневника Анны Вырубовой историк Павел Щёголев и писатель Алексей Толстой. Александра Федоровна, по утверждению дневника, воспринимала Пашу как святую, наделяя её «ясным и добрым лицом и детскими ангельскими глазами». Паша благословила «папу» и заявила: «Будет маленький!». Блаженная благословила и Александру Федоровну, но только после того, как она надела пёструю шаль, прикрыв чёрное платье, цвет которого раздражал юродивую. Параскева объявила, размахивая красной лентой: «Много будет, много!». Смыслом этого было якобы: «С маленьким придёт много крови».
Валентин Пикуль в романе «Нечистая сила» вывел Пашу Саровскую в качестве отрицательного персонажа. В его романе царь и царица навещают Параскеву в её домике в 1903 году. Она во время встречи «показывала им части тела, которые обычно скрывают… встретила грубейшей руганью и в их присутствии исполняла свои нужды…».
Режиссёр и религиозный философ Евгений Шифферс свой последний тридцатиминутный (в настоящее время существует и полный авторский часовой вариант) документально-художественный фильм назвал «Путь царей. Расследование» (1991). В основе фильма следствие по делу об убийстве царской семьи. Его персонажем является Паша Саровская. Режиссёр использовал куклы для многих персонажей ленты, включая не только царскую семью и пророчицу Пашу, но и их противников — большевиков. Кандидат исторических наук Борис Фаликов объяснял это тем, что с помощью куклы юродивая предсказала царице рождение наследника. На протяжении фильма совершается ритуал самайя-йоги, который исполняет дочь режиссёра Мария в облике Параскевы Дивеевской. Блаженная Паша должна была стать в фильме, по замыслу режиссёра, «ликом нации, седой девочкой, играющей в куклы». В своей работе «Лама: О наречении патриарха» Шифферс упоминал о прорицании Пашей Саровской рождения наследника престола и называл приход царской семьи к юродивой «красивым, стильно-прекрасным поступком „русских царей“».
К концу мая и июлю 1986 года относился замысел спектакля или фильма Шифферса «Куклы Паши Саровской». Это должна была быть зарисовка о постановке «Бориса Годунова» с помощью кукол группой юродивых. Ключевой должна была стать тема убиенного царевича (Димитрия Углицкого и Алексея Николаевича). В это же время Шифферс сделал записи о «мистериальном театре Паши Саровской».